# Ewald Siegert
Ewald G. Siegert (* 30. November 1875 in Wetzelsgrün; † 22. Mai 1947 in Chemnitz) war ein deutscher Organist, Kantor und Komponist.

## Leben
Ewald Gotthold Siegert studierte in den Jahren 1904–1909 am Leipziger Konservatorium bei Max Reger Komposition und bei Paul Homeyer Orgel. Ab 1910 wohnte und wirkte Siegert in Chemnitz. Reger empfahl ihn für das Organistenamt an der Petrikirche, auf das er am 1. März 1911 berufen wurde.
1917/1918 wurde er Kantor und Organist in St. Nikolai in Chemnitz und gründete 1924 den Chemnitzer Madrigalverein. Im gleichen Jahr wechselte Siegert wieder in die Petrikirche und übernahm die inzwischen vereinigte Kantoren- und Organistenstelle.
Ewald Siegert wurde auf dem Städtischen Friedhof von Chemnitz bestattet.

## Werke
Die Tabelle führt nur wenige seiner zahlreichen Kompositionen auf.
- Phantasie und Fuge über B-a-c-h für Orgel (Manuskript), uraufgeführt von Karl Straube anlässlich einer sog. Motette in der Thomaskirche. Leipzig, am Sonnabend, den 18. Juni 1910 um 13:30 (Op. 10).[1]
- Deutsches Gebet 1914: Herr der Welten, für einstimmigen Männerchor, mit Orgel oder Klavier (Op. 46 a).
- Zieht in Frieden eure Pfade! Gesang bei Schul- bzw. Konfirmanden-Entlassungsfeiern sowie als Trauungsgesang. Für einstimmigen Chor- oder Sologesang und Orgel oder Klavier / Harmonium, Chemnitz 1916 (Op. 44, Nr. 1).
- Salvum fac regem. Gesang zu Königs Geburtstagsfeiern in höheren Lehranstalten für Männerchor, mit Klavier und Harmonium oder Orgel sowie Chor. Chemnitz 1916 (Op. 44, Nr. 2).
- Trauungsgesang: Ein getreues Herze wissen, für 1 Singstimme mit Orgel oder Klavier. Chemnitz 1916 (Op. 45, Nr. 1).
- Am Altar. 7 geistliche Lieder zum kirchl. Gebrauch für gemischten Chor.
Nr. 1. Am Konfirmationsmorgen: Gott, zu dir erheben wir.
Nr. 2. Dank und Bitte: Herr, der du uns so reich gesegnet.
Nr. 3. Konfirmations-Gelöbnis: In Jesu will ich bleiben.
Nr. 4. Traulied: Hand in Hand durchs Leben wandern.
Nr. 5. Trost: Der Heiland sorgt für dich.
Nr. 6. Zuspruch: Trag still und ohne Klagen.
Nr. 7. Zuversicht: Herr Gott, du bist die Zuflucht. Auer Verlag, Stuttgart 1916 (Op. 10).